# Шлепянов, Александр Ильич
Александр Ильич Шлепянов (9 сентября 1933, Москва — 19 декабря 2016, Лондон) — советский и британский журналист, сценарист и коллекционер. Сын театрального режиссёра Ильи Шлепянова.

## Биография
С 1944 года, после переезда семьи в Ленинград, учился в знаменитой 222-й средней школе (б. Петришуле), которую окончил в 1951 году.
В 1956 году окончил филологический факультет Ленинградского университета. С 1957 по 1961 год работал на Ленинградском телевидении, был редактором альманаха «Литературно-театральный Ленинград», автором сценариев нескольких телевизионных фильмов. Писал для журналов «Костёр», «Юность», «Звезда». С 1961 года писал сценарии для документального кино: «Медный всадник», «Мы — муромские», «Маринино житье», «Эдуардо» (в соавторстве с Виктором Гороховым), «Бенни Гудман и джаз-оркестр» и многие другие. В 1968 году начал работу в игровом кино, в качестве сценариста (или соавтора сценария) участвовал в создании фильмов «Мёртвый сезон», «Комитет 19-ти», «Вид на жительство», «Пиковая дама» и других.
Переехав в Москву, работал на Центральной сценарной студии при Госкино СССР редактором литературных сценариев. Был активным членом клуба коллекционеров при Советском фонде культуры.
С 1988 года жил в Лондоне и в Нормандии. Был главой русского отделения аукционного дома «Филипс».
С 2000 по 2003 год — издатель и главный редактор журнала «Колокол: Русский журнал в Лондоне».
На протяжении долгих лет поддерживал товарищеские отношения с философом Александром Пятигорским, сделавшим Шлепянова одним из действующих лиц романа «Вспомнишь странного человека».

## Фильмография
- 1968 — Мёртвый сезон, соавтор сценария
- 1972 — Вид на жительство, соавтор сценария
- 1980 — Мужество, автор сценария
- 1982 — Пиковая дама, автор сценария